# 슈퍼 행온
《슈퍼 행온》(일본어: スーパーハングオン, Super Hang-On)은 1987년 세가에서 출시한 행온의 후속작이자 모터사이클 아케이드 게임이다. 이의 후속작인 리미티드 에디션 행 온에서는 바이크의 전 모형을 갖추어 놓고 있는 상태에서 행온 캐비넷을 사용하였다.
이 게임은 메가 드라이브, 코모도어 아미가, 아타리 ST, 맥킨토시, ZX 스펙트럼, 암스트라드 CPC와 코모도어 64로 이식되었으며 이후 샤프 X68000과 Wii, 그리고 닌텐도 3DS에 이식되었다.

## 게임 플레이
아케이드 모드는 기존 행온과 유사하지만 선택하는 대륙을 기준으로 경주를 할 트랙 4개를 선정할 수 있으며, 각 트랙에는 다른 수의 스테이지가 포함되어 있다(아프리카 6스테이지, 아시아-오세아니아 10스테이지, 아메리카 14 스테이지, 유럽 18스테이지). 또한 플레이어가 280km/h(≒174mile/h)의 정상 최고 속도에 도달하면 터보 버튼이 활성화되며 이 버튼을 사용하면 플레이어는 최고 속도인 324km/h(≒201mile/h)에 도달할 수 있다.
각각의 무대는 원래의 행온에서 무대 길이의 대략 절반 정도이며 아프리카는 4개 코스(6단계) 중 가장 쉽고 짧다. 아시아는 두 번째로 쉽고 10단계의 원래 행온 코스와 길이가 비슷하다. 아메리카는 14개의 스테이지가 있는 두 번째로 힘든 코스이고 유럽은 18개의 스테이지로 가장 힘든 코스이다.
레이스를 시작할 때 플레이어는 레이스 중에 플레이할 4곡(Outride a Crisis, Sprinter, Winning Run, Hard Road) 중 하나를 선택할 수 있다.
세가 메가드라이브 버전에는 원본 게임 및 후원자를 모집하고 돈을 벌어서 향상된 부품을 살 수 있는 오리지널 모드가 추가됐다.

## 이식
슈퍼 행온은 1987년 ZX 스펙트럼, 암스트래드 CPC, 코모도어 64용으로 출시되었고 1989년과 1990년 세가 메가 드라이브, 아미가, 아타리 ST, 매킨토시, 샤프 X68000, DOS 등 홈 버전을 추가 출시했다.
이 게임은 메가 게임즈 I(Mega Games Magnum Set로 콘솔과 함께 번들로 제공됨)와 세가 6-Pak 등 여러 메가 드라이브 합본 카트리지에도 등장했다. 이후 게임보이 어드밴스로 나온 세가 아케이드 갤러리에 포함되기도 했다.
아케이드 버전은 일본에서는 2010년 9월 14일, 이후 북미와 유럽에서는 2012년 5월 3일에 Wii의 버추얼 콘솔 서비스로 출시되기도 했다. 시노비처럼, 슈퍼 행온의 버추얼 콘솔 버전은 저작권 문제를 피하기 위해 약간 수정되어 말보로와 같은 실제 브랜드 이름을 표시하던 몇몇 게임 내 광고판을 아웃런, 애프터버너와 같은 다른 세가 게임을 언급하는 비슷한 광고판으로 대체했다. 이 버전은 2012년에 세가 빈티지 컬렉션의 일부로 Xbox Live Arcade에 출시되었다.
이 게임의 또 다른 버전은 2013년 3월 27일 일본 닌텐도 eShop을 통해 닌텐도 3DS용으로 출시되었다. 이 게임은 입체 3D와 아케이드 버전을 모방한 틸트 컨트롤이 특징으로, 이 버전은 동년 11월 28일 북미와 유럽용으로 출시되었다.
슈퍼 행온은 야쿠자 0, 야쿠자 6, 북극성의 주먹: 잃어버린 낙원에 있는 인게임 아케이드에서 플레이 할 수 있다.

## 평가
일본에서는 게임 머신지가 1987년 6월 1일자에서 1987년의 최고 아케이드 유닛으로 선정했다.
ZX 스펙트럼 버전은 싱클레어 사용자 부문에서 10/10을 기록했으며, Your Sinklair Official Top 100 Games of All Time에서 27위를 차지했다.

## 같이 보기
- 행온 GP '95